# 训犬

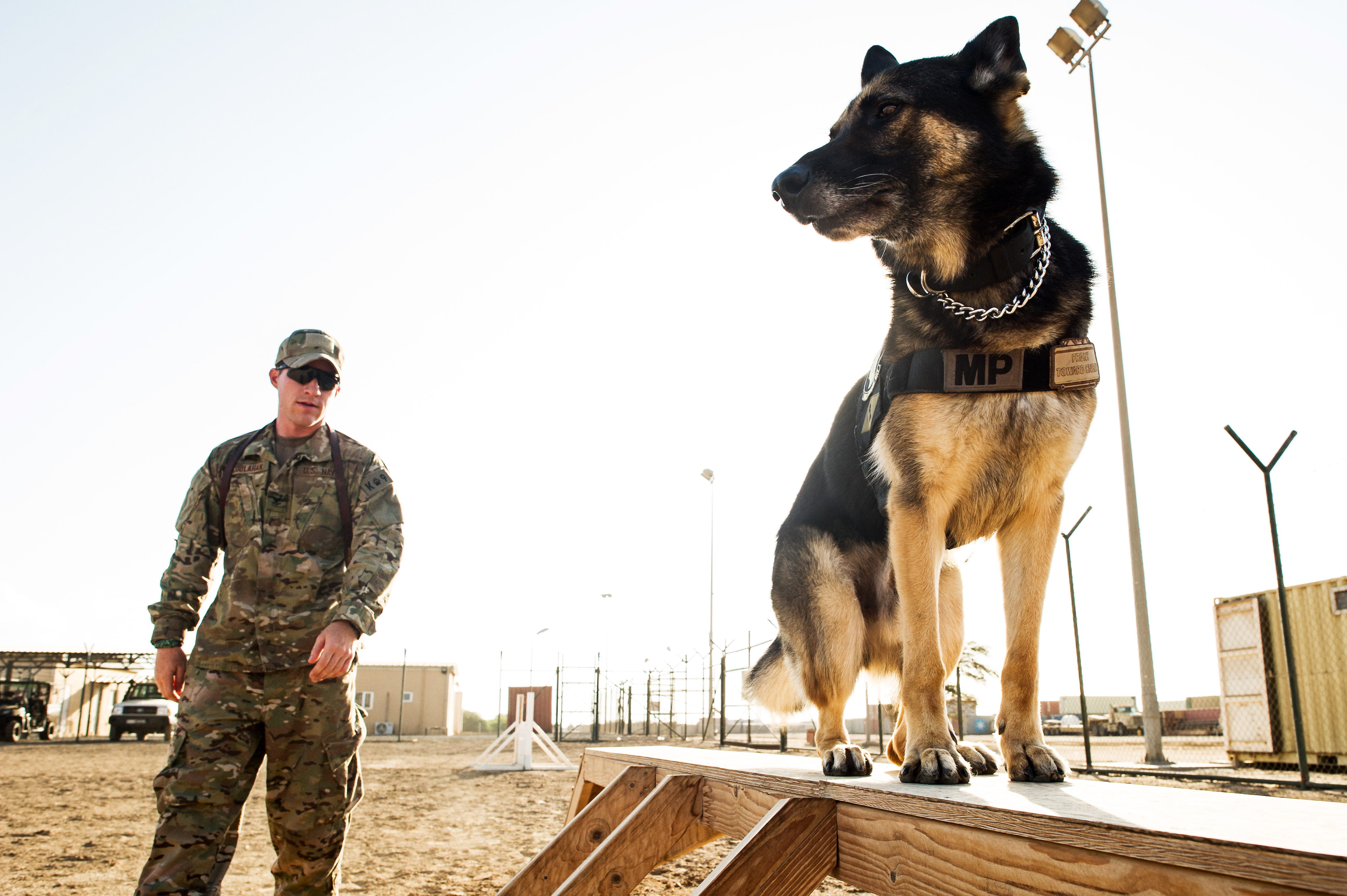
训练师和狗

训犬是指人們利用犬的学习能力使之掌握新的技能並改變其行為方式。人類在古罗马時期就已知道如何训犬。狗经过训练後就可以參與搜救、放牧、看守、嗅探爆炸物以及毒品。